# Cité sportive Camille-Chamoun
La Cité sportive Camille-Chamoun (CSCC)  (en arabe : مدينة كميل شمعون الرياضية) est le plus grand stade libanais avec 48 837 places en configuration football. Il se situe dans le quartier Bir Hassan, au sud de Beyrouth. Il est le 306e plus grand stade du monde, en termes de capacité d'accueil.
Il est l'œuvre du groupe d'architectes britanniques British Trafalgar House Engeneering Group. Son nom rend hommage à l'ancien Président libanais Camille Chamoun. Actuellement, la cité sportive Camille Chamoun accueille surtout des matchs de football et elle contient également des équipements d'athlétisme.

## Histoire
Elle a été construite en 1957 par le ministère libanais de la jeunesse et des beaux-arts sous la présidence de Camille Chamoun. Les jeux d'ouverture étaient un amical joué entre le Liban et FC Petrolul Ploieşti, durant lequel le Liban a gagné 1-0 par un but marqué par Joseph Abou Murad.
Le stade a été complètement démoli par les bombardements et l'invasion israélienne de 1982. En conséquence, le premier ministre libanais Rafic Hariri a lancé un projet de reconstruction du stade en vue de la coupe d'Asie 2000 (CAF). La reconstruction a pu voir le jour grâce aux contributions généreuses du royaume de l'Arabie saoudite et du Koweït, avec une contribution respective de 20 millions de dollars (US) et de 5 millions de dollars. Un autre financement de 75 millions des dollars a été fourni par le gouvernement libanais. Les travaux de rénovation du « Hall Pierre Gemayel » ont été également inclus dans le projet global.

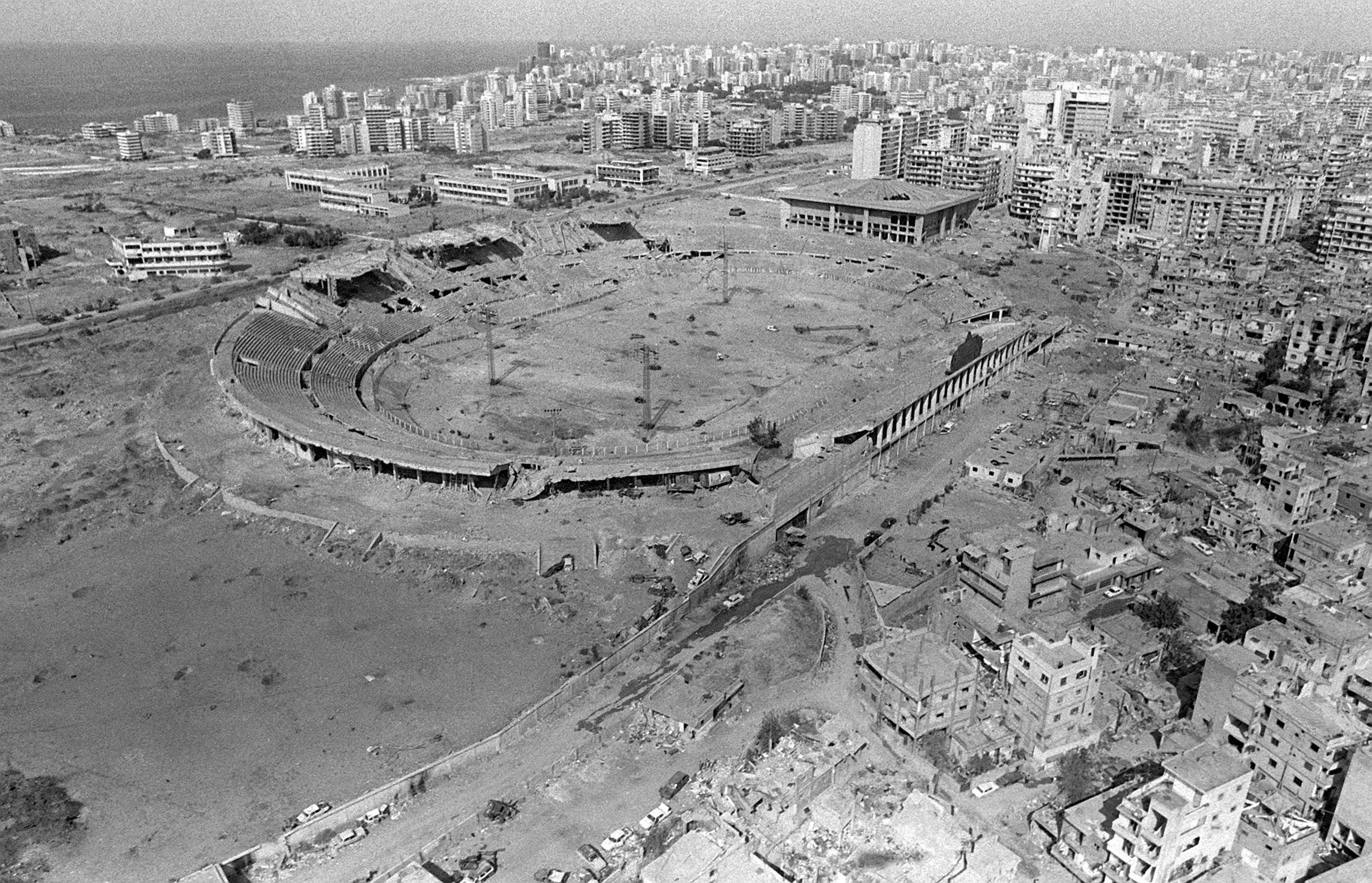
Vue du stade après les bombardements de 1982

Le stade occupe un espace 50 000 mètres carrés avec 77 000 mètres carrés de toiture et sept kilomètres de clôture. Une galerie présidentielle de 37 sièges a été aménagée entourée d'une paroi en verre à l'épreuve des balles. Un parking de 20 000 mètres carrés a été aménagée autour du stade dont une partie est située sous les tribunes.
La structure est capable d'absorber des tremblements de terre jusqu'à 8,6 degrés sur l'échelle de Richter. Le complexe sportif est doté de bureaux d'administration, du siège du comité olympique du Liban et des diverses fédérations sportives, un centre de presse ultramoderne, des cliniques médicales pour les urgences.
Un complexe sportif annexe a été construit et complété en 1998 dans la partie Nord avec une capacité de 3 300 spectateurs pour les disciplines du basket-ball, le volleyball et la gymnastique.
Une fois la reconstruction achevée, le stade a pu accueillir les jeux arabes de 1997 durant lesquels le président libanais Elias Hraoui a pu délivrer le message d'ouverture : « D'ici, du Liban nous disons au monde : les Libanais ont retrouvé leur patrimoine et leur unité, ils sont retournés pour construire le Liban pour célébrer les héros, la jeunesse et la paix. » Le Premier Ministre libanais Rafik Hariri a également fait un discours en disant : « la construction a triomphé face à la destruction, et de la paix a triomphé face à la guerre. » En conclusion, le président du Comité pan-arabe a déclaré : « C'est un tournoi de la solidarité avec les Libanais qui ont exprimé leur foi en leur pays en organisant ce grand évènement sportif ». Les « bombes peuvent détruire une ville mais ne peuvent jamais secouer la foi des croyants ». 
Le stade a été le théâtre des compétitions du championnat arabe de 1999, la Coupe d'Asie 2000, et la sixième édition des Jeux de la Francophonie 2009 tenu du 27 septembre au 3 octobre de 2009.
Il y avait un projet d'une piscine olympique de plus de 13 500 mètres carrés et trois courts de tennis; mais il n'a pas vu le jour.

## Information
- Capacité totale: 48 837 spectateurs
- Sièges couverts: 12 037
- Sièges non-couverts: 36 800
- Sièges Présidentiel: 37
- Sièges VIP: 1252
- Sièges première classe: 3 450
- Sièges pour la presse: disponible
- Hall de réception (Presse): disponible
- Salle de conférence: disponible (350 m2)
- Salle d'entrevue: disponible
- Salle de Presse Audio-visuelle: disponible
- Salle de Télécommunication: disponible
- Commentary positions: disponible
- Vestiaire pour joueurs: 4
- Autre Vestiaire: 2
- Club Santé & détection de drogues: disponible
- Réchauffement intérieur: disponible
- Facilité d'équipements électroniques: disponible
- Spécifications du Champ: Identique au Stade de France
- Nombre de Portes d'entrées: 18 Portes d'entrées externes, 56 portes d'entrées internes.
- Stationnement (capacité): 2 500 voitures